# Ingrid Visser (Biologin)

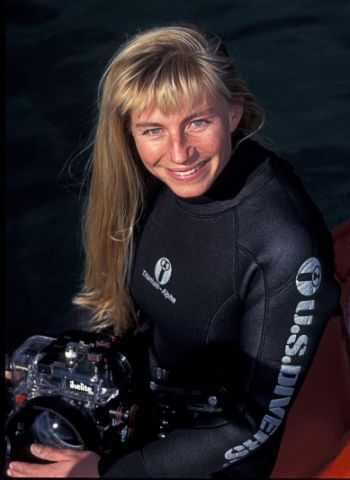
Ingrid Visser. Foto von Jo Berghan

Ingrid Natasha Visser (geboren am 20. Februar 1966) ist eine neuseeländische Meeresbiologin mit dem Schwerpunkt Schwertwal (Orca)-Forschung. Sie hält regelmäßig Vorträge und hat an verschiedenen Dokumentationen über Schwertwale mitgewirkt.

## Leben
Visser ist in Lower Hutt, Wellington, Neuseeland geboren. Ihre Eltern waren niederländische Einwanderer, die in den 1950er Jahren nach Neuseeland ausgewandert sind. Beide haben die neuseeländische Staatsangehörigkeit nach ihrer Geburt angenommen.
Zwischen Juni 1982 und November 1986 segelte Visser mit ihrer Familie an Bord einer Segelyacht um die Erde. Die Reise ging über 50000 Seemeilen (93.000 km) und hat 40 Länder besucht.

## Forschung und Veröffentlichungen
Visser hat drei Universitätsabschlüsse: Ein Bachelor of Science der Massey University, ein Masters of Science und einen Doktortitel in Philosophie (beide an der Universität Auckland). Ihr Forschungsschwerpunkt beschäftigt sich seit 1992 mit Orcas (Orcinus orca) und legte ihre Doktorarbeit im Jahr 2000 ab, die erste wissenschaftliche Studie zu Orca Population in Neuseeland.
Ihre Forschungsergebnisse werden seit 1998 in internationalen Magazinen veröffentlicht. Viele Arbeiten sind auf der Webseite des Orca Research Trust verfügbar.
2002 hat die Regierung eine Neueinstufung der neuseeländischen Orcas von „gewöhnlich“ auf „national gefährdet“ vorgenommen, maßgeblich gestützt auf die Forschung von Visser. Die Einstufung entspricht „Critically Endangered“ in der roten Liste gefährdeter Arten von IUCN.

## Veröffentlichungen
Sie veröffentlicht viele Artikel und Fotografien in Magazinen wie National Geographic, BBC Wildlife, New Zealand Geographic und Te Ara: Encyclopedia of New Zealand.
Sie gegründete die Stiftung Orca Research Trust und erstellte einen Katalog zur Erfassung von Killerwalen (Antarctic Killer Whale Identification Catalogue) und ist Mitgründer der Punta Norte Orca Research, einer non-profit Organisation zur Schwertwal Forschung. Des Weiteren erfand sie die Initiative Adoptiere einen Schwertwal (Adopt an Orca) um Spenden zu sammeln und öffentliche Aufmerksamkeit zu dem Thema zu verbessern.
Visser hat eine Autobiografie Swimming with Orca und hat zwei englische Kinderbücher (I Love Killer Whales und The Orca) geschrieben. Das letztgenannte wurde in die Maorische Sprache übersetzt.

## Dokumentationen
Visser hat an verschiedenen Dokumentationen zu ihrem Forschungsschwerpunkt Orca mitgewirkt.
- Discovery Channel “The Orca: Killers I have Known” (1997)
- Animal Planet “Untamed & Uncut: Killer Whales Attack a Seal”
- PBS und Jean-Michel Cousteau preisgekrönte Dokumentation “Call of the Killer Whale” (2009)
- BBC Two “The Woman Who Swims With Killer Whales” (2011–2012)[6]
- Robert Marc Lehmann “0800 See Orca” (2022)